# Кимпень (Бакеу)
Кимпень, Кимпені (рум. Câmpeni) — село у повіті Бакеу в Румунії. Входить до складу комуни Пиржол.
Село розташоване на відстані 244 км на північ від Бухареста, 23 км на захід від Бакеу, 95 км на південний захід від Ясс, 131 км на північний схід від Брашова.

## Населення
За даними перепису населення 2002 року у селі проживали 724 особи, з них 722 особи (99,7%) румунів. Рідною мовою 722 особи (99,7%) назвали румунську.